# 竹田恒和
竹田恒和（1947年11月1日—）是一名日本退役騎馬師，前日本奧林匹克委員會會長（2001年～2019年）、2020年夏季奧林匹克運動會籌委會理事、國際馬術總會名譽副會長（終身）、日本馬術聯盟副會長。出生於東京都，父親是舊皇族竹田恆德，畢業於慶應義塾大學法學部政治學科。

## 家族
- 父 - 竹田恒德
- 母 - 恒德王妃光子
- 兄弟 - 恒正 - 素子 - 紀子 - 恒治 - 恒和
- 妻 - 寿々子
- 前妻 - 昌子（松見病院理事松見郁の次女）
- 子 - 恒泰、恒俊[1][2]、女子1人[3]
- 甥 - 恒貴、恒昭、恒智
- 姪 - 浩子

## 起诉
2019年1月12日，竹田恒和涉嫌為爭取東京取得2020年奧運主辦權，行賄買票，被法國檢控當局正式調查。国际奥林匹克委员会（IOC）表示，會密切與法國司法當局聯絡，IOC道德委員會亦將跟進該案件。竹田恒和因申奧時涉嫌行賄，已於上月10日在巴黎被「起訴」（indicted）。據法國法例，「起訴」意味他現在被視為「正式疑犯」，一旦案件交給法庭時就會作出正式起訴。竹田恒和否認賄賂或涉及任何不法行为。

## 提控
2016年，法國檢控部門表示正調查日本申奧委員會涉嫌在國際奧委會決定東京獲得主辦權的2013年9月前後，向新加坡顧問公司Black Tidings的銀行戶口存入兩筆共200萬歐元的款項。Black Tidings東主陳東漢（Tan Tong Han，音譯）是日本廣告商電通（Dentsu）旗下一間公司的顧問，與國際奧委會前委員兼國際田聯前主席拉明·迪亚克（Lamine Diack）的兒子帕帕（Papa Massata Diack）份屬好友，法國當局懷疑上述戶口與帕帕有關。
竹田恒和及日本官員當時回應稱，這筆款項是「合法的諮詢費」。在日本展開申辦活動時，塞內加爾裔的戴亞克擔任國際奧委會委員，有決定奧運主辦城市的投票權。法國當局懷疑有關款項在法國被清洗，採取調查。共同社曾報道，日本司法部去年在法國當局要求下，曾查問過竹田恒和。